# 60 Andromedae
60 Andromedae (b Andromedae) é uma estrela na direção da Andromeda. Possui uma ascensão reta de 02h 13m 13.34s e uma declinação de +44° 13′ 54.1″. Sua magnitude aparente é igual a 4.84. Considerando sua distância de 556 anos-luz em relação à Terra, sua magnitude absoluta é igual a −1.32. Pertence à classe espectral K4III.